# Stenostephanus cleefii
Stenostephanus cleefii är en akantusväxtart som först beskrevs av Wassh., och fick sitt nu gällande namn av John Richard Ironside Wood. Stenostephanus cleefii ingår i släktet Stenostephanus och familjen akantusväxter. Inga underarter finns listade i Catalogue of Life.